# بنیامین گورکا
بنیامین گورکا (انگلیسی: Benjamin Gorka؛ زادهٔ ۱۵ آوریل ۱۹۸۴) بازیکن فوتبال اهل آلمان است.
از باشگاه‌هایی که در آن بازی کرده‌است می‌توان به باشگاه فوتبال دارمشتات ۹۸، باشگاه فوتبال اس‌وی زاندهاوزن، باشگاه فوتبال اسنابروک، و باشگاه فوتبال وی‌اف‌آر آلن اشاره کرد.